# Hôn nhân cùng giới ở Delaware
Hôn nhân cùng giới đã được công nhận hợp pháp tại Delaware kể từ ngày 1 tháng 7 năm 2013. Thống đốc Jack Markell đã ký luật vào ngày 7 tháng 5 năm 2013, chỉ vài giờ sau khi thông qua tại Hạ viện và Thượng viện. Mặc dù Rhode Island ban hành luật hợp pháp hóa hôn nhân cùng giới trước Delaware, vào ngày 1 tháng 7, Delaware trở thành tiểu bang thứ mười một và quyền tài phán thứ mười hai của Hoa Kỳ, cho phép các cặp cùng giới kết hôn, trước Minnesota và Rhode Island một tháng.
Delaware trước đây đã mở rộng sự công nhận đối với các mối quan hệ cùng giới dưới hình thức kết hợp dân sự, nơi cấp cho các cặp cùng giới "quyền, lợi ích, sự bảo vệ và trách nhiệm" của người kết hôn. Kết hợp dân sự đã có mặt tại Delaware vào ngày 1 tháng 1 năm 2012, sau khi ban hành luật pháp được ký bởi Thống đốc Markell vào ngày 11 tháng 5 năm 2011.